# Daoulas

Daoulas este o comună în departamentul Finistère, Franța. În 1 ianuarie 2022 avea o populație de 1.835 de locuitori.